# ميخائيل إي. سميث
ميخائيل إي. سميث (بالإنجليزية: Michael E. Smith)‏ هو عالم إنسان أمريكي، ولد في 1953.